# 그루파마 아레나
그루파마 아레나(Groupama Arena)는 헝가리 부다페스트에 위치한 다목적 경기장으로 수용 인원은 23,698명이다. 주로 페렌츠바로시 TC의 홈 구장으로 사용되고 있다.
2013년에 철거된 경기장인 슈터디온 얼베르트 플로리안(Stadion Albert Flórián)이 있던 자리에 건설되었다. 경기장 이름은 프랑스의 보험회사인 그루파마(Groupama)가 경기장 스폰서를 맡은 데서 유래된 이름이다. 2014년부터 2019년까지는 헝가리 축구 국가대표팀의 임시 홈 구장으로도 사용되었다.